# تپه هلوش ۱
تپه هلوش ۱ مربوط به سده‌های اولیه دوران‌های تاریخی پس از اسلام است و در شهرستان پل‌دختر، بخش مرکزی، دهستان جایدر، چسبیده به جنوب روستای هلوش واقع شده و این اثر در تاریخ ۲۸ اسفند ۱۳۸۵ با شمارهٔ ثبت ۱۸۴۴۵ به‌عنوان یکی از آثار ملی ایران به ثبت رسیده است.